# Grammodes triangulata
Grammodes triangulata är en fjärilsart som beskrevs av Swinhoe 1889. Grammodes triangulata ingår i släktet Grammodes och familjen nattflyn. Inga underarter finns listade i Catalogue of Life.